# Babiak (gromada w powiecie kolskim)
Babiak – dawna gromada, czyli najmniejsza jednostka podziału terytorialnego Polskiej Rzeczypospolitej Ludowej w latach 1954–1972.
Gromady, z gromadzkimi radami narodowymi (GRN) jako organami władzy najniższego stopnia na wsi, funkcjonowały od reformy reorganizującej administrację wiejską przeprowadzonej jesienią 1954 do momentu ich zniesienia z dniem 1 stycznia 1973, tym samym wypierając organizację gminną w latach 1954–1972.
Gromadę Babiak z siedzibą GRN w Babiaku utworzono – jako jedną z 8759 gromad na obszarze Polski – w powiecie kolskim w woj. poznańskim, na mocy uchwały nr 24/54 WRN w Poznaniu z dnia 5 października 1954. W skład jednostki weszły obszary dotychczasowych gromad Babiak, Lichenek, Ozorzyn, Polonisz i Żurawieniec ze zniesionej gminy Lubotyń w tymże powiecie. Dla gromady ustalono 23 członków gromadzkiej rady narodowej.
1 stycznia 1959 do gromady Babiak włączono miejscowości  Gaj, Mostki kolonia i Łaziska z nowo utworzonej gromady Mąkolno w tymże powiecie.
1 stycznia 1962 do gromady Babiak włączono obszar zniesionej gromady Kiejsze (bez miejscowości Osowie, Poddębno, Podkiejsze i Zwierzchociny) w tymże powiecie.
31 grudnia 1971 do gromady Babiak włączono obszar zniesionej gromady Bogusławice oraz miejscowości Brdów, Korzecznik-Podlesie, Lucynowo, Nowiny Brdowskie, Psary, Radoszewice i Stypin ze zniesionej gromady Brdów w tymże powiecie.
Gromada przetrwała do końca 1972 roku, czyli do kolejnej reformy gminnej. 1 stycznia 1973 w powiecie kolskim utworzono gminę Babiak.